# Meizu PRO 5
Meizu PRO 5 — смартфон китайської компанії Meizu, працює на базі ОС Android. Випущений у жовтні 2015 року в Китаї. Телефон має 2 4-х ядерні процесори з частотами 1.5 GHz Cortex-A53 & 2.1 GHz Cortex-A57 2.2 GHz, 3 або 4 GB RAM та ОС Android 5.1 (Lollipop) із оболонкою Meizu's Flyme 5.0 UI. Об’єм флеш-пам’яті — 32GB або 64GB. Телефон підтримує 2 сім-картки нано-формату. Одна карточка (на вибір) може працювати в режимі 4G, інша — тільки в 2G. Так само, як в Meizu M2 Note працює карта пам’яті — вона займає слот сім-карточки.

## mCharge 2.0
Швидкісна технологія зарядки mCharge 2.0 дозволяє зарядити акумулятор за 30 хвилин на 65% (попередня mCharge за 40 хв на 60%). Зарядний пристрій mCharge не входить до стандартної поставки і продається окремо.

## Ціна
Станом на 15 лютого 2016 року телефон Meizu Pro 5 64Gb (Silver and Black) (Офіційна українська версія) коштує 12 599 грн.